# Barrage de Banqiao
Pour les articles homonymes, voir Banqiao.
Le barrage de Banqiao (en chinois simplifié : 板桥水库大坝 ; en chinois traditionnel : 板橋水庫大壩 ; en pinyin : Bǎn qiáo Shuǐ kù Dà bà) est un barrage construit en 1952 sur la rivière Ru, un affluent du Huai He, près de Zhumadian, dans la province du Henan, en république populaire de Chine. Il s'est effondré de manière catastrophique en 1975 et a été reconstruit en 1986.

## Construction
La construction était en réponse à deux inondations importantes du bassin de la rivière Huai, en 1949 et 1950 ; elle commence sur la rivière Hu en avril 1951, avec l'aide de consultants soviétiques. Il y avait peu de données hydrologiques de la région au moment de la conception du barrage, qui a été achevé en 1952.
À la suite de la grande inondation de la rivière Huai de 1954, les barrages en amont et le barrage de Banqiao sont agrandis et consolidés. Celui de Banqiao est surélevé de 3 mètres. La capacité du réservoir est alors de 492 millions de mètres cubes dont 375 millions de mètres cubes dédiés au réservoir d’inondation. Construit en argile, la hauteur du barrage est alors de 24,5 mètres et d'une capacité de débit de 1 742 m³/s.

## Rupture en 1975
En août 1975, lors du passage du typhon Nina, la zone du barrage fut la plus touchée par les pluies de ce typhon avec une pluviométrie de 1 631 mm, dont 830 mm qui tombèrent en six heures. Ce fut le record des précipitations jamais enregistré sur la région. Ce barrage, puis par effet domino, 61 autres barrages de la province ont rompu, ou ont été détruits intentionnellement[réf. nécessaire]. Selon le Département d'hydrologie de la Province de Henan, 85 600 personnes moururent directement à cause de l'inondation et 145 000 autres durant les épidémies et la famine qui suivirent (nombre total de décès autour de 230 000-240 000),,,,. 5 960 000 bâtiments furent détruits et 11 millions d'habitants furent touchés. La rupture du barrage de Banqiao a causé plus de victimes que n'importe quelle autre rupture de barrage.[réf. nécessaire]
La plupart des barrages qui se sont effondrés lors de cette catastrophe ont été construits avec l'aide d'experts de l'Union soviétique ou lors du Grand Bond en avant chinois,,,,. La rupture du barrage a eu lieu pendant la révolution culturelle chinoise lorsque la plupart des gens étaient occupés avec la « révolution ».  
Le Parti communiste chinois (PCC) ainsi que le gouvernement chinois ont ensuite caché les détails de la catastrophe jusqu'aux années 1990, lorsque l'ouvrage les « Grandes inondations dans l'histoire de la Chine » (中国历史大洪水) a révélé une partie de l'information au public pour la première fois,,. Le livre a été préfacé par Qian Zhengying (钱正英), qui a été ministre des ressources en eau dans les années 1970 et 1980. 
Après être longtemps resté secret, le bilan humain de cette catastrophe a été rendu public en 2005 (nombre officiel de morts : 26 000 mais en réalité probablement 10 fois plus),,. En mai 2005, la panne du barrage de Banqiao a été classée n ° 1 dans « The Ultimate 10 Technological Disasters » du monde par la chaîne de télévision américaine Discovery Channel, devançant la catastrophe nucléaire de Tchernobyl,,,[pertinence contestée].

## Reconstruction en 1986
Le barrage a été reconstruit en 1986.